# Rolf Bossert
Rolf Bossert (* 16. Dezember 1952 in Reșița (Banater Bergland), Volksrepublik Rumänien; † 17. Februar 1986 in Frankfurt am Main, Deutschland) war ein deutschsprachiger Schriftsteller, Journalist, Lehrer und Lektor in Rumänien.

## Leben
Bosserts Vorfahren aus der Steiermark siedelten sich im 18. Jahrhundert im Banat an. Nach seinem Abitur studierte Bossert Germanistik und Anglistik an der Universität in Bukarest. 1971 debütierte er mit Gedichten in der Bukarester Zeitschrift Neue Literatur; 1974 erschienen zwei seiner Gedichte in der Anthologie: „Befragung heute. Junge deutsche Lyrik in Rumänien.“ Bossert war Mitbegründer des Literaturkreises Aktionsgruppe Banat, der von 1972 bis 1975 bestand. Von 1975 bis 1979 arbeitete Bossert als Deutschlehrer in Bușteni. Von 1979 bis 1981 war er als Kulturreferent am deutschen Kulturhaus „Friedrich Schiller“ in Bukarest tätig. 1981 arbeitete er als Lektor beim Meridiane Verlag und von 1982 bis 1984 als Lektor beim Kriterion Verlag.
Bossert beantragte im Juli 1984 mit seiner Familie die endgültige Ausreise nach Deutschland. Bossert verlor in der Folge seinen Arbeitsplatz und erhielt Publikationsverbot. Nach einer abendlichen Dichterlesung wurde er niedergeschlagen, wobei ihm der Kiefer gebrochen wurde. Die Rumänische Miliz entschuldigte sich bei Bossert. Im August 1984 wurde Rolf Bossert vom rumänischen Geheimdienst Securitate verhört und gezwungen, ein „Verwarnungsprotokoll“ zu unterschreiben, das ihn unter den Verdacht stellte, mit seinen Texten eine staatsfeindliche Haltung zu propagieren.
Weihnachten 1985 konnte er mit seiner Frau Gudrun und seinen zwei Söhnen nach Deutschland ausreisen, jedoch durchsuchten Sicherheitsbeamte vor Bosserts Ausreise seine Wohnung und beschlagnahmten sämtliche Manuskripte und Arbeitsunterlagen. Zwei Monate nach seiner Ausreise wurde Rolf Bossert in einem Aussiedlerheim in Frankfurt am Main leblos unter seinem geöffneten Zimmerfenster aufgefunden. Die Umstände seines Todes blieben weitgehend ungeklärt.
2019 wurde der „Rolf Bossert-Gedächtnispreis“ ins Leben gerufen; initiiert vom Schriftsteller Hellmut Seiler, einem langjährigen Freund und Wegbegleiter. Der Preis wurde bisher dreimal vergeben: 2020 an Alexander Estis 2021 an Britta Lübbers sowie 2022 an Bastian Kienitz. 2022 wurde zudem erstmals ein Sonderpreis, gestiftet vom Deutschsprachigen Wirtschaftsklub „Banat“ aus Temeswar, verliehen. Ausgezeichnet wurde damit Robert Klages aus Berlin.

## Werke
- Siebensachen, Kriterion, Bukarest 1979.
- Mi und Mo und Balthasar, Ion-Creangă-Verlag, Bukarest 1982.
- Der Zirkus, Kriterion, Bukarest 1982.
- Neuntöter, Dacia-Verlag, Cluj-Napoca 1984.
- Auf der Milchstraße wieder kein Licht, Rotbuch-Verlag, Berlin 1986.
- Befristete Landschaft, Edition Mariannenpresse, Berlin-Kreuzberg 1993.
- Ich steh auf den Treppen des Winds. Gesammelte Gedichte 1972–1985, Schöffling, Frankfurt am Main 2006.
- Ich steh auf den Treppen des Winds (Ausgewählte Gedichte 1972–1985) – Stau pe treptele vântului (Poeme alese 1972–1985), Deutsch-Rumänisch. Textauswahl und rumänische Fassung von Nora Iuga. Editura Institutului Cultural Român, Bukarest 2008.
- Um den Preis einer Vorsilbe. Eine Auswahl an Gedichten, hg. von Ernest Wichner, Hochroth Verlag, Berlin 2009.

## Auszeichnungen
- Lyrikpreis des Verbandes der Kommunistischen Jugend Rumäniens, 1979
- Kinderbuchpreis Ileana Cosînzeana, 1980
- Übersetzerpreis des Rumänischen Schriftstellerverbandes, 1982
- Adam-Müller-Guttenbrunn-Literaturpreis, 1983